# 홍석천
홍석천(한국 한자: 洪錫天, 1971년 2월 3일 ~ )은 대한민국의 배우, 기업인, 정치인이다.

## 생애
충청남도 청양군 청양읍에서 출생한 그는 2000년 9월 26일 당시 국내 연예인 최초로 게이로 커밍아웃을 하였으며 현재 거주지는 서울 성동구 옥수동이다.

## 주요 활동
그는 1995년 KBS 《대학개그제》에서도 입상하여 데뷔, TV 드라마와 TV 시트콤 등에 출연하였고, 창극배우로도 활약하였으며 이후 방송 활동 외에도 연극과 뮤지컬에 활발히 출연하였고 1년 후 1996년 MBC 문화방송 공채 탤런트 정식 데뷔하면서 이후 텔레비전 연기자로 본격 활동 중이다. 평소에도 낭만 성향 독신주의를 표방하였던 그는 2000년 9월 26일을 기하여 그 당시 대한민국 국내 연예인 최초로 동성애자 전력 관련 커밍아웃을 하면서 화제가 되었다. 따라서 그는 공식적으로 자신이 게이임을 세상에 알리게 되었다.
이후 2001년 이래에는 서울 시내에서 레스토랑을 운영하고 있다. 2007년에는 쇼핑몰 NE2NOM을 운영하였고, 2010년부터 한국예술종합전문학교 방송콘텐츠프로듀서학과 겸임교수와 한국예술종합전문학교 패션예술학부 겸임교수로, 2011년부터는 정화예술대학 방송연극학과 겸임교수로 출강하였다.
한양대 개그 클럽 창립 멤버이기도 한 그는 개그우먼 조혜련과 한양대 예대 연극영화학과 동기이기도 하고 그에 아울러 김치 판매 사업체 CEO 기업가 강수화(영화배우 신성일, 엄앵란 부부의 차녀로 한양대 예대 무용학과 학사 출신)와 한양대 예대 동기이기도 하다.

## 학력
- 청양초등학교 졸업(1983년)
- 청양중학교 졸업(1986년)
- 남대전고등학교 졸업(1989년)
- 한양대학교 연극영화학과 학사(1998년)

## 주요 경력
- 초등학교 고학년 때 뜻하지 않게 미술 디자인과 육상과 복싱을 접하였고 이후 중학교 재학 중에는 에어로빅 시범단원으로도 활동.[5]
- 한양대 연극영화학과 1년 시절 뮤지컬배우 데뷔.
- 군 복무 중 KBS 1TV 프로그램 전국노래자랑에 출연, 우수상을 받고 연말 결선에도 나갔으며, 특별 포상 휴가를 다녀왔다.
- 군 제대 직후 잠시 에어로빅·레크리에이션 강사 활동.
- 1994년 KBS 방송 리포터가 되었다.
- 1995년 KBS 대학개그제 동상 수상과 동시에 연예계 정식 데뷔.
- 1995년 광고를 찍으려고 해서 광고감독님이 머리를 밀면 광고일을 주겠다고 하자 두상이 예뻐서 광고를 10개를 찍어서 활동. 광고가 여러개가 들어오자 머리를 유지를 하게 되었음.[6]
- 1996년 MBC 문화방송 공채 탤런트.
- 2000년 3월 민주노동당 문화예술행정특보위원 직위에 보임되어 작품 관련 활동을 잠시 중단(2000년 3월 16일).
- 2000년 6월 민주노동당 문화예술행정특보위원 직위 퇴임과 함께 민주노동당 탈당(2000년 6월 11일).
- 2000년 7월 MBC 문화방송 시트콤 《뉴 논스톱》의 목소리 출연(특별출연) 등으로 작품 활동 복귀(2000년 7월 31일).
- 2000년 9월 일간스포츠 등의 기자들을 초청, 자신의 성적 관련 정체성을 커밍아웃하여 화제가 되었다(2000년 9월 26일).
- 2002년 10월 서울 용산구 이태원에 레스토랑 아워 플레이스(Our Place) 개점.
- 2007년 태국음식점인 레스토랑 마이 타이 개점.
- 2007년 쇼핑몰 NE2NOM 주식회사 대표이사
- 2008년 12월 7일 레스토랑 마이 차이나 개점[7]
- 2008년 12월 안면도 국제 꽃박람회 홍보대사
- 2010년 8월 전태일 다리 홍보대사
- 2010년 한국예술종합전문학교 방송콘텐츠프로듀서학과 교수
- 한국예술종합전문학교 패션예술학부 교수[8]
- 2011년 12월 20일 정화예술대학교 방송연극학과 겸임교수. 연극 뮤지컬 레퍼토리, 방송연기실습[9], 연극 등 지도
- 2012년 3월 ~ 2012년 6월 정화예술대학 방송연극학과 정기공연 지도교수
- 2013년 7월 10일 캐나다의 성소수자 축제에 VIP로 초청되었다.[10]

## 출연 작품

### 방송 출연
- 1994년 《생방송 TV 정보센터》 KBS 2TV 고정리포트
- 1995년 《대학개그제》 KBS 동상
- 1997년 《아이 러브 코미디》 SBS ... MC
- 1998년, 1999년, 2007년, 2008년 《가족오락관》 KBS
- 1999년 《폭소가요제》 MBC
- 1999년 《TV는 사랑을 싣고》 KBS
- 1999년 《출발! 드림팀 (시즌 1)》KBS
- 1999년 《생방송 음악캠프》 MBC
- 1999년 《휴먼TV 앗! 나의 실수》 MBC
- 1999년 《시사터치 코미디파일》 KBS2
- 1999년 《체험 삶의 현장》 KBS 2TV
- 1999년 《접속! 무비월드》 SBS
- 1999년 《호기심 천국》 SBS
- 1999년 《뽀뽀뽀 아이조아》 MBC...촐랑이 역
- 2000년 《TV 올스타 가요제》 MBC
- 2001년 《연예세상》 iTV
- 2002년 《일요일 일요일 밤에 - 브레인 서바이버》 MBC
- 2008년 《커밍아웃》 tvN ... 진행자
- 2009년 《우리 결혼했어요》 MBC
- 2009년 《연애불변의 법칙 시즌 7 나쁜남자》 올리브
- 2011년~2012년 《갱생 버라이어티 하바나》 OBS
- 2012년 《뷰티의 여왕 시즌2》
- 2012년 《토크쇼 쇼킹》채널A
- 2012년 《XY그녀》 KBS 2TV
- 2013년 《웰컴 투 돈 월드》채널 A
- 2013년 《황금어장》 MBC
- 2013년 《셰프의 야식》 올리브
- 2013년 《스타 다이빙 쇼 스플래시》 MBC
- 2013년 《백만장자 게임 마이턴》 tvN
- 2013년 《나 혼자 산다》 MBC
- 2013년 《마녀 사냥》 JTBC
- 2014년 《나르는 쇼퍼맨》 KBS W
- 2014년 《쿡킹 코리아》 SBS
- 2014년 《여우비행 인 뉴욕》 JTBC
- 2015년 《SNL 코리아 (시즌 6)》 tvN
- 2015년 《복면가왕》 MBC - 철물점 김사장님
- 2015년 《냉장고를 부탁해》 JTBC
- 2015년 《마이 리틀 텔레비전》 MBC
- 2015년 《한끼의 품격》 KBS JOY
- 2015년 《풍문으로 들었쇼》 채널A
- 2015년 《헌집줄게 새집다오》 JTBC
- 2015년 《이웃집 찰스》 KBS 1TV
- 2016년 《아내가 뿔났다》 채널A (특별출연)
- 2016년 《보컬 전쟁 : 신의 목소리》 SBS
- 2016년 《정글의 법칙 in 뉴칼레도니아》 SBS
- 2016년 《헌집줄게 새집다오 시즌2》 JTBC
- 2017년 《DJ쇼 트라이앵글》 SBS
- 2017년 《풍문으로 들었쇼》 채널A
- 2018년 tvN 《인생술집》 81화 7월 26일 게스트
- 2019년 설날 특집 요즘 가족 - 조카면 족하다? SBS
- 2019년 《황금어장 라디오스타》 611화 4월 3일 게스트
- 2019년 《좋은 친구들》 SBS Plus
- 2019년 《도레미마켓》 89회 12월28일 TVN
- 2020년 《생방송 행복드림 로또 6/45》 MBC 910회 게스트 5월 9일
- 2020년 《구해줘 홈즈》 MBC (2020)
- 2020년 《도레미마켓》 99,100회 3월 7,14일
- 2020년 《라디오스타》 689회
- 2020년 ~ 현재 《이슈 Pick, 쌤과 함께》 KBS1
- 2023년 《장바구니 집사들》 KBS1
- 2023년 《사장의 탄생-오픈전쟁》 MBN

초대 손님
- 2015년 《강호대결 중화대반점》 SBS funE
- 2000년 《야(夜)! 한밤에》 KBS2 : 방송 3시간 전에 섭외 취소 조치됨[11]
- 2007년 《라디오스타》 MBC
- 2008년 《100분 토론》(10월09일자) MBC
- 2009년 《강심장》(10월27일, 11월3일) SBS
- 2010년 《뜨거운 형제들》 MBC
- 2010년 《하우징 스토리 1》 홈스토리
- 2010년 《강심장》(10월12일, 10월19일, 10월26일, 11월2일) SBS
- 2011년 《런닝맨》(05월22일, 05월29일) SBS
- 2011년 《힐링캠프, 기쁘지 아니한가》(07월18일) 홍석천 편 SBS
- 2011년 《강심장》(06월07일, 06월14일, 06월21일) SBS
- 2012년 《분노왕》 채널A
- 2012년 《올리브쇼 2012》 올리브
- 2013년 《화신 마음을 지배하는 자》 SBS
- 2013년 《맨발의 친구들》 SBS
- 2013년 《히든싱어》 (05월11일자) JTBC
- 2013년 《썰전》 JTBC
- 2013년 《세상을 바꾸는 퀴즈-세바퀴》 MBC
- 2013년 《해피투게더》(09월12일자) KBS2
- 2018년 《현지에서 먹힐까?》 tvN
- 2022년 《주문을 잊은 음식점》
- 2022년 《줄 서는 식당》 tvN - 20회
- 2022년 《ECO 아일랜드 천사도》
- 2023년 《강심장VS》 SBS - 2회
- 2024년 《톡파원25시》 JTBC - 106회
- 2024년 《밥이나 한잔해》tvN - 4회
- 2024년 《신발 벗고 돌싱포맨》 SBS

### 드라마 활동
- 1994년 KBS 《밥을 태우는 여자》
- 1994년 MBC 《마지막 연인》
- 1995년 SBS 《LA 아리랑》 ... LA의 당구 큐 보이 찰리 역(단역)
- 1996년 KBS 《컬러》
- 1996년 MBC 《남자 셋 여자 셋》... 디자이너 쁘아송 역
- 1998년 KBS 《싱싱 손자병법-제12화 끼워주세요!》
- 1998년 SBS 《LA 아리랑 시즌 2》 ... LA의 차이니스 레스토랑 보이 토니 역(단역)
- 1998년 MBC《해바라기》 가발숍 주인 역
- 1999년 SBS 《시트콤 행진》
- 1999년 MBC 《시트콤 점프》
- 1999년 KBS 《학교2-축제,비밀,그리고 비디오테이프》...중국집 배달원으로 카메오 단역
- 2000년 MBC 《시트콤 가문의 영광》 ... 문화공예미술학원 원장 홍석천 역으로 카메오 단역
- 2000년 SBS 《LA 아리랑 시즌 3》 ... LA 호텔 보이 레이먼드 역으로 카메오 단역
- 2000년 조이TV 《파라다이스》
- 2000년 SBS 《시트콤 골뱅이》
- 2000년 MBC 《시트콤 뉴 논스톱》 ... 서울 한강문화빌딩 회장 비서실장 홍석천 역으로 목소리 출연(카메오 단역)
- 2000년 MBC 《시트콤 세 친구》
- 2001년 ITV 《시트콤 립스틱》 ... 미국 LA에서 귀국한 사차원 신비주의 디자이너이며 박소현 변호사가 표류하여 머물러 있던 인천 중구 어느 모바일 카페를 설계한 인테리어 디자이너 토니 카슨 홍(Tony Carson Hong) 역으로 카메오 단역
- 2001년 MBC 《시트콤 뉴 논스톱》 ... 문화대학교 미술디자인학과 강사 홍석천 역으로 카메오 단역
- 2001년 SBS 《웬만해선 그들을 막을 수 없다》 ... 서울에 상경한 인천광역시 부평구 만석꾼 집안의 3대 독자이자 만석꾼 집안 1남 2녀 중 막내인 1980년 5월 31일 인천 출생의 22세 고시생 홍석천 역으로 서브 조연
- 2002년 MBC 《시트콤 연인들》
- 2003년 SBS 《올인》
- 2003년 SBS 《완전한 사랑》 ... 홍승조 역
- 2005년 SBS 《패션 70's》
- 2005년 MBC 《슬픈 연가》 ... 찰리 역
- 2006년 MBC 《소울메이트》
- 2006년 KBS 2TV 《시트콤 사랑도 리필이 되나요?》
- 2006년 MBC 《궁》
- 2006년 tvN 《하이에나》
- 2007년 OCN 《키드갱》
- 2008년 MBC 《라이프 특별조사팀》
- 2008년 SBS 《애자 언니 민자》 ... 허구홍 역
- 2008년 MBC 《크크섬의 비밀》 ... 국어국문학과 교수 역
- 2009년 MBC 《멈출 수 없어》
- 2009년 SBS 《태양을 삼켜라》 ... 지미 역
- 2009년 OCN 《조선추리활극 정약용》 ... 철두 역
- 2009년 MBC 《보석 비빔밥》 ... 홍사현 역
- 2009년 tvN 《세 남자》
- 2010년 KBS 2TV 《신데렐라 언니》 ... 찰리 신(신동기) 역
- 2011년 KBS 2TV 《동안미녀》 ... 백기형 역
- 2011년~2012년 KBS 2TV 《오작교 형제들》 ... 레스토랑 사장 역 (특별출연)
- 2011년~2012년 MBC 《애정만만세》 ... 줄리앙 역 (특별출연)
- 2011년 TV조선 《고봉실 아줌마 구하기》 ... 석천 역
- 2012년 SBS 《바보엄마》
- 2012년 OCN 《뱀파이어 검사 시즌 2》 ... 가브리엘 장 역
- 2013년 tvN 《푸른 거탑》 ... 소대장 홍 중위 역
- 2013년 tvN 《응답하라 1994》 ... ROTC 후보생 하숙생 역 (특별출연)
- 2014년 MBC 《트라이앵글》 ... 만강 역
- 2014년 MBC 《모두 다 김치》 ... 웨딩드레스샵 원장 역
- 2014년 tvN 《마이 시크릿 호텔》
- 2015년 KBS 2TV 《복면검사》 ... 피성호 역
- 2015년 SBS 《너를 사랑한 시간》 ... 승객 역 (특별출연)
- 2015년 O'live 《유미의 방》
- 2015년 SBS 《심야식당》 ... 게이마담 역
- 2015년 온 스타일 《처음이라서》 ... 커피숍 사장 역
- 2015년 E채널 & 드라마큐브 《라이더스: 내일을 잡아라》
- 2016년 SBS 《돌아와요 아저씨》
- 2016년 KBS 2TV 《우리집에 사는 남자》 ... 헬스트레이너 역 (특별출연)
- 2017년 SBS 《사임당, 빛의 일기》 ... 이몽룡 역
- 2017년 SBS 《수상한 파트너》 ... 스님 역
- 2018년 KBS 2TV 《당신의 하우스헬퍼》
- 2018년 KBS 2TV 《반짝반짝 들리는》 ... 라디오게스트 역
- 2018년 OCN 《플레이어》 ... 감독관 역 (특별출연)
- 2018년 tvN 《나인룸》 ... 홍석천(본인) 역 (특별출연)
- 2018년 KBS 2TV 《러블리 호러블리》 ... 강현석 역 - 피부과 전문의(특별출연)
- 2019년 SBS 《절대 그이》 - 금은동 역
- 2020년 채널A 《터치》 - 김동민 역
- 2020년 JTBC 《이태원 클라쓰》 - 홍석천 역 (특별출연)
- 2020년 KBS 2TV 《비밀의 남자》 - 라디오 PD 역 (특별출연)
- 2020년 KBS 1TV 《누가 뭐래도》 - 홍석천(본인) 역 (특별출연)
- 2021년 KBS 2TV 《달리와 감자탕》 - 감자탕 요리사 역 (특별출연)
- 2021년 KBS 2TV 《신사와 아가씨》 - 부동산 사장 역 (특별출연)
- 2022년 KBS 2TV 《징크스의 연인》 - 홍 사장 역
- 2022년 웹드라마 《공짜 - 공기타짜》
- 2023년 MBN 《완벽한 결혼의 정석》
- 2025년 KBS 2TV 《킥킥킥킥》 - 홍 포토 역 (특별출연)
- 2025년 MBC 《바니와 오빠들》

### 영화 활동
- 1997년 《꽃을 든 남자》 ... 이주일 역
- 1997년 《똑바로 살아라》 ... 똘마니 역
- 1997년 《넘버 3》 ... 간통상대남 역
- 1998년 《러브 러브》 ... stop바 바텐더 역
- 1998년 《노랑 리본》
- 1998년 《찜》 ... 동규 역
- 1998년 《자귀모》 ... 지하철 승객 역
- 1999년 《점프》
- 2001년 《헤라 퍼플》 ... 민석 역
- 2001년 《선물》 ... 청춘 역
- 2001년 《고해》
- 2001년 《헤라 퍼플》 ... 민석 역
- 2003년 《주글래 살래》 ... 챨리 최 역
- 2005년 《가족 연애사》
- 2005년 《작업의 정석》 ... DJ 역
- 2006년 《두뇌유희 프로젝트, 퍼즐》 ... 노씨 역
- 2006년 《굿 럭》 ... 스킨헤드 홍 역
- 2008년 《1724 기방난동사건》 ... 양복점 주인 역
- 2009년 《하늘과 바다》 ... 헤어디자이너 역
- 2011년 《좋은 꿈 꾸세요》 ... 러시아인 마피아 카라시니코프 역
- 2012년 《차형사》 ... 쇼연출 역
- 2014년 《패션왕》 ... 리포터 역
- 2015년 《오늘의 연애》 ... 마이타이차이나 사장 역
- 2015년 《몽골리안 프린세스》 ... 영화 배우 역
- 2015년 《연애의 맛》 ... 정신과 전문의 역
- 2018년 《신 전래동화》 ... 홍석천(본인) 역
- 2021년 《미션 파서블》 ... 홍석천(본인) 역
- 2022년 《공짜: 공기타짜》

### 개그 프로그램
- 2011년 KBS 2TV 《개그콘서트》 600회 특집 두분토론에서 중립당역으로 출연
- 2013년 tvN 《SNL 코리아》 - 여러 콩트에서, 다양한 역할로 간간히 출연하였음
- 2013년 KBS 2TV 《개그콘서트》 시청률의 제왕에 특별출연
- 2013년 tvN 《코미디빅리그》 레드버터팀
- 2014년 KBS 2TV 《개그콘서트》 시청률의 제왕에 특별출연

### 연극, 뮤지컬
- 1994년 《마지막 춤을 나와 함께》, 뮤지컬
- 1999년 《코러스 라인》, 뮤지컬
- 2002년 《가스펠》, 뮤지컬
- 2006년 《풋루스》, 연극
- 2009년 《한여름밤의 꿈》, 연극
- 2010년 《2010 록키호러쇼》, 뮤지컬 ... 내레이터 역
- 2021년 《스페셜 라이어》, 연극 ... 바비 프랭클린 역

### 기타 공연 활동
- 1999년 10월 ~ 12월 《닥스클럽 미혼남녀 사랑만들기 대 축제》
- 2012년 10월 13일 서울 원더우먼 페스티벌
- 2013년 코엑스 2013 쿠킹쇼 기꼬만간장 & 쿠킹쇼 품평회 사회 진행
- 2016년 SIA LOOK
- 2016년 청춘 페스티벌

### TV 프로그램
- 2003년 KBS 《비타민》
- 2015년 MBC 《MBC 다큐스페셜》 - 대머리라도 괜찮아 - (내레이션)
- 2017년 SBS 《씬스틸러 - 드라마 전쟁》
- 2017년 MBC 《비디오스타》

### 라디오 프로그램(출연)
- 2016년 EBS FM 《EBS 책 읽는 라디오 낭독 시리즈》 ... 낭독자

## 광고
- 1997년 동아오츠카 컨피던스

- 1999년 유유제약 유판씨

- 2014년 웅진식품 초록매실

- 2015년 계란자조금관리위원회

- 2016년 토니모리

- 2016년 토니버거(Feat.송승헌)

- 2019년 우유자조금관리위원회

- 2020년 경기도시장상권진흥원

- 2023년 팔도 남자라면

## 앨범
- 2005년 비정규 Santa Baby

## 저서
- 《나는 아직도 금지된 사랑에 가슴 설렌다》 (제이피유비, 2000)
- 《나만의 레스토랑을 디자인하라》 (엠북스, 2008)
- 《셋이서 수다 떨고 앉아 있네》 (호우야, 2021)

## 수상 경력
- KBS 전국노래자랑 우수상
- KBS 대학개그제 동상

## 커밍아웃
동성애자인권연대 사무국장 장병권은 그의 커밍아웃 이후 동성애에 대한 대한민국 사회의 동성애를 보는 시각이 달라지게 됐다고 말한다. 장병권은 “영상매체에선 인식이 많이 바뀐 것 같다. 대중도 과거에 비해 별 상관없다는 사람이 많다. 거기까지만 해도 좋겠다.”고 주장했다.

## 레스토랑
홍석천이 운영하는 레스토랑은 서울 이태원에 총 9곳이 운영되고 있다.
아래는 레스토랑의 이름들이다. My가 앞에 붙는 것이 특징이다.
- My Hong
- My chi chi*s
- My Thai
- My thai china
- My X
- My Chelsea
- My Noodle
- My suji

## 논란 관련 사태와 해프닝
2016년 8월과 이듬해 2017년 8월, 각각 MBC TV 프로그램 《비디오 스타》와 《라디오 스타》 게스트 출연 당시 "만일 기회가 된다면 차라리 나도 차기 지방 선거에 서울 용산구 구청장 무소속 후보 출마를 해 보겠다."라는 언급을 각각 하면서 잠시 논란과 물의를 빚었다.

## 기타 비고 사안
- 홍석천은 "군 생활을 잘 버티기 위해 차라리 무조건 이등병 시절부터 약하고 여리고 귀여운 이미지를 만들었었다. 그런 이미지와 가식 때문에 한 대도 맞지 않고 버틸 수 있었다"고 밝혔다.[15]
- 홍석천은 2015년 3월 18일 방송된 KBS 2TV 《비타민》에서 "탈모 때문에 고민하다가 'CF 하나 찍게 해줄테니 머리를 밀어라'는 권유를 받고 삭발을 했는데 그 후 반응이 좋아 지금까지 삭발을 고수하고 있다"고 밝혔다.[16][17]

## 참고 문헌
- [힐링]홍석천, 하리수와의 차이점 설명 “나는 남성 동성애자” 보관됨 2017-10-14 - 웨이백 머신 SBS 2013.02.04
- 홍석천 “난 동성애자, 트랜스젠더 하리수와 다르다” 중앙일보 2003.02.04
- '힐링' 홍석천 "性소수자 차이 모르는 분들 많아"
- "하리수는 '변신'이고 홍석천은 '배신'인가?"[깨진 링크(과거 내용 찾기)] 한국일보 2006.05.22